# 우치하시 카즈히사

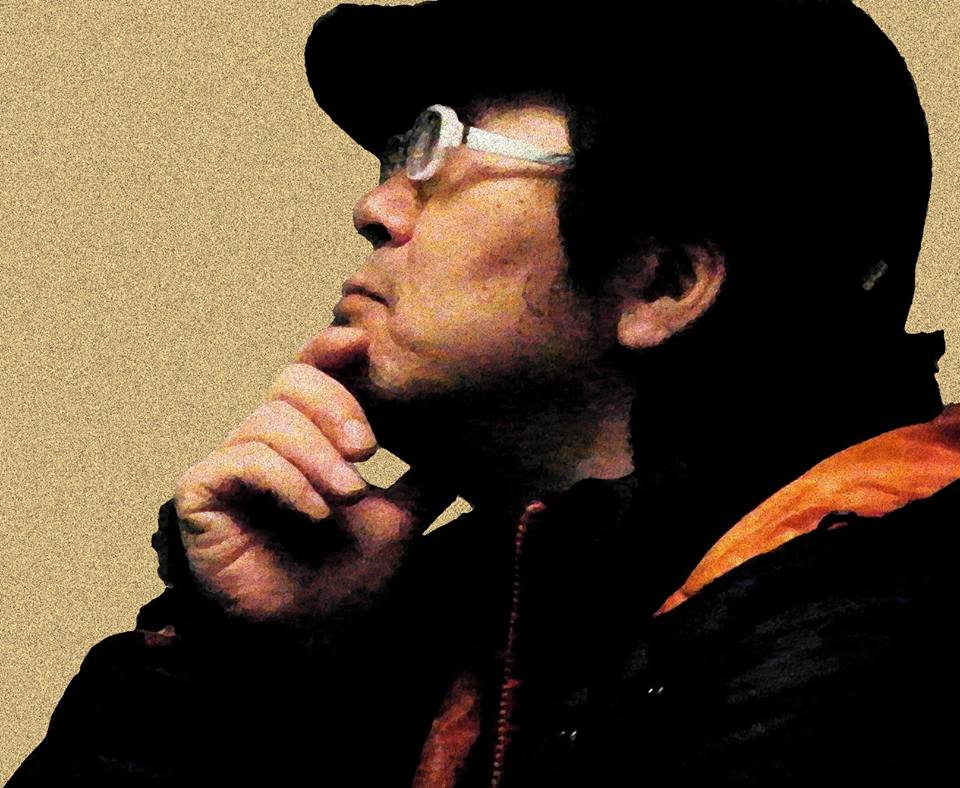

우치하시 카즈히사 (内橋 和久, うちはし かずひさ, 1959년 11월 14일~) 일본의 기타 연주자, 작곡가이다.

## 요약
오사카부에서 태어나, 베를린에서 거주중이다.
기타리스트, 색소폰 주자, 작곡가, 프로듀서다. 이노센트 레코드(イノセントレコード)의 운영자. 즉흥 트리오 얼터드 스테이츠의 리더. 1983년 즉흥 중심으로 밴드들을 결성해 국내외 여러 뮤지션들과 작업을 해왔다. 밴드 음악 뿐 아니라 영상이나 연극의 배경음악도 작업하는, 극단 유신파(劇団維新派)의 무대음악감독으로 20년 이상 일해왔다.
1995년부터는 즉흥연주 워크숍인 뉴 뮤직 액션을 고베시에서 시작해 96년부터는 페스티벌 비욘드 이노센스(フェスティヴァル・ビヨンド・イノセンス)로 확대해 매년 개최중이다. 이후 비욘드 이노센스는 비영리재단으로 유지되며 다른 축제도 서포트중이다. 그러면서도  UA (가수), 쿠루리 등의 프로듀싱을 맡는 등 젊은 감각을 유지하며 교류한다.
솔로 프로젝트 "FLECT"와 밴드 얼터드 스테이츠(アルタードステイツ), 초즉흥(超即興) 등을 통해 즉흥과 즉흥과 작곡의 경계를 넘나들고 있다.

## 활동
- 유신파 維新派　1982〜継続中
- 모던 쵸키쵸키즈 モダンチョキチョキズ　1989〜1997
- 얼터드 스테이츠 アルタードステイツ（+ 나스노 미츠루、요시가키 야스히로）　1989〜継続中
- KING PAWNS（Hans Reichel&内橋和久）　1991〜2012
- 그라운드 제로（오토모 요시히데）　1994〜1997
- R.U.B.（Ned Rothenberg、Samm Bennett、内橋和久） 1997〜継続中
- 판타스마고리아 ファンタズマゴリア（岩田江、江崎將史、稲田誠、小島剛、一楽儀光（後期はサム・ベネット）、内橋和久）1999〜2002
- MUTANT（岩田江、水谷康久、井上智士、内橋和久）2000〜休止中
- COMFORT OF MADNESS　（ヘルゲ・ヒンテレッガー、フランツ・ホーツィンガー、内橋和久） 1998〜2005
- 초즉흥 超即興　（内橋和久&요시다 타츠야）2004〜継続中
- DUETS （Shelley Hirsch&内橋和久）2001〜継続中
- eEyo Idiot 2004〜継続中
- 시부사시라즈　199?〜不定期に継続中
- COMBOPIANO（渡邊琢磨、千住宗臣、内橋和久）2007〜継続中

- - 함께 연주한 이들의 일부 목록 : 요시다 타츠야 UA 우메즈 카즈토키 야마시타 요스케 키도 나츠키, 쿠루리 호소노 하루오미 등 다수

## 음반 목록
Altered States (with 나스노 미츠루)
- ALTERED STATES（1992年）ALTERED STATES
- ALTERED STATES Live In Lithuania & Estonia（1994年）ALTERED STATES with Otomo Yoshihide
- mosaic（1995年）ALTERED STATES bc
- ALTERED STATES 4（1996年）
- CAFE 9.15（1996年）ALTERED STATES with NED ROTHENBERG
- ALTERED STATES 6（1997年）
- plays standards（2000年）アルタードステイツ
- BRUFFS（2005年）アルタードステイツ
- BRUFFS 2（2006年） アルタードステイツ
- LIVE IN TOKYO（2011年）ALTERED STATES

超即興 with 요시다 타츠야
- RUINS and Uchihashi Kazuhisa（2002年）
- improvisation（2005年）内橋和久&吉田達也
- HERCULES'S ICY CLUB（2005年）内橋和久&吉田達也
- improvisation 2（2007年）内橋和久&吉田達也
- improvisation 3（2009年）内橋和久&吉田達也 CD & DVD
- 超即興4（2012年）
- barishee（2012年）吉田達也&内橋和久
- 堆積と浸食（2012年）三柴理、吉田達也、内橋和久
- HUY (2016) 広瀬淳二・内橋和久・吉田達也
- TUY (2016) 超即興 × 坪口昌恭

Phantasmagoria (with 一楽儀光)
- Phantasmagoria（2000年）Phantasmagoria
- cynical athlete （2000年）一楽儀光 and 内橋和久
- clearness（2000年）姜泰煥、一楽儀光 and 内橋和久
- CANTATA（2000年）phantasmagoria

그 외 협연, 기타
- STOP COMPLAINING/SUNDOWN（1991年）HANS REICHEL DUETS WITH FRED FRITH AND KAZUHISA UCHIHASHI
- GUITAR SOLO（1994年）
- STEAM（1994年）VIDEO
- BABEL（1995年）ISHINHA
- the miracle of levitation（1995年）
- PHOSPHORESCENCE（1997年）
- KING PAWNS（1998年）Hans REICHEL&内橋和久
- カンパネルラ（1998年）HACO、ZEENA PARKINS、SAMM BENNETT、内橋和久
- f/w（2000年）千野秀一 and 内橋和久
- AUTISM（2000年）Comfort of maddness
- Rohren（2000年）Comfort of maddness
- EQ（2001年）mutant
- COLD BLOWAWAY SIDESUP（2001年）SAMM BENNETT and 内橋和久
- CRAZY BUBBLES （2001年）
- Mr.Summertime（2002年）大谷安宏 and 内橋和久
- DUETS（2002年）SHELLEY HIRSCH and 内橋和久
- a Brief History in 67 Chapters/festival Beyond Innocence（2002年）
- R.U.B（2002年）NED ROTHENBERG, SAMM BENNETT and 内橋和久
- FLECT（2003年）
- art ship recordings（2003年）FRED FRITH and 内橋和久
- RHYTHM（2003年）
- STOROBO imp（2003年）GENE COLEMAN and 内橋和久
- No Day Rising（2003年）JOELLE LEANDRE, BRETT LARNER and 内橋和久
- THIXOTROP（2004年）Comfort of madness
- BREATHE（2005年）UA
- 内ダブ（2006年）内橋和久とダブ平&ニューシャネル
- SUBITIZED（2008年）Palme/JSX/Uchihashi
- Ruth send a SMS（2008年）Jacek Kochan、Franz Hautzinger、Kazuhisa Uchihashi
- 2006.8.26.音や金時（2008年）林栄一、内橋和久、外山明、古澤良治郎()
- FLECT Ⅱ（2009年）
- 内外（2010年）内橋和久&外山明
- 内マニデラックス（2010年）内橋和久&マニ・ノイマイヤー
- DUETS: 10 years after（2011年）シェリーハーシュ&内橋和久
- U9（2012年）高橋悠治&内橋和久
- SENYAWA with Kazuhisa Uchihashi（2012年）センヤワ&内橋和久
- 加藤崇之＆内橋和久デュオ（2012年）
- LXMP with 内橋和久（2012年）bc
- KING PAWNS live in Berlin（2012年）ハンスライヒェル&内橋和久
- Utsuroi (2015) Malerai Uchihashi Maya R bc
- Awesome Entities (2017) Kazuhisa Uchihashi & Richard Scott bc